# Domarady
Domarady (deutsch Dompendehl) ist ein Ort in der polnischen Woiwodschaft Ermland-Masuren. Er gehört zur Gmina Sępopol (Stadt- und Landgemeinde Schippenbeil) im Powiat Bartoszycki (Kreis Bartenstein).

## Geographische Lage
Domarady liegt sechs Kilometer südlich der Staatsgrenze zur russischen Oblast Kaliningrad (Gebiet Königsberg (Preußen)) in der nördlichen Mitte der Woiwodschaft Ermland-Masuren, zehn Kilometer nordöstlich der Kreisstadt Bartoszyce (deutsch Bartenstein).

## Geschichte
Das seinerzeitige Dompoleden wurde 1440 erstmals erwähnt und vor 1478 auch Tomtenteil genannt. Als Dorf, Vorwerk und auch Remontedepot war der Ort bis 1938 eine eigene politische Einheit. 1874 wurde Dompendehl in den neu errichteten Amtsbezirk Liesken (polnisch Liski) im ostpreußischen Kreis Friedland (er wurde 1927 in „Kreis Bartenstein“ umbenannt) eingegliedert.
Im Jahre 1910 zählte Dompendehl 134 Einwohner. Ihre Zahl belief sich im Jahre 1925 auf 136.
Am 1. April 1938 schloss sich die Gemeinde Dompendehl mit der dem Amtsbezirk Schönbruch (polnischer Teil: Szczurkowo, russischer Teil: Schirokoje) zugehörenden Gemeinde Juditten (polnisch Judyty) zur neuen Landgemeinde Juditten zusammen – mit Verbleib im Amtsbezirk Schönbruch.
Mit der Überstellung des gesamten südlichen Ostpreußen 1945 in Kriegsfolge an Polen bekam Dompendehl die polnische Namensform „Domarady“. Der Ort ist heute in die Stadt- und Landgemeinde Sępopol (Schippenbeil) im Powiat Bartoszycki (Kreis Bartenstein) eingegliedert, zwischen 1975 und 1998 der Woiwodschaft Olsztyn, seither der Woiwodschaft Ermland-Masuren zugeordnet.

## Kirche
Bis 1945 war Dompendehl in die evangelische Kirche Schönbruch in der Kirchenprovinz Ostpreußen der Kirche der Altpreußischen Union, außerdem in die römisch-katholische Kirche Bartenstein (polnisch Bartoszyce) im damaligen Bistum Ermland eingepfarrt.
Heute gehört Domarady katholischerseits zur Pfarrei Sępopol (Schippenbeil) im jetzigen Erzbistum Ermland, außerdem evangelischerseits zur Kirche Bartoszyce, einer Filialkirche von Kętrzyn (Rastenburg) in der Diözese Masuren der Evangelisch-Augsburgischen Kirche in Polen.

## Verkehr
Domarady liegt an einer Nebenstraße, die Wodukajmy (Woduhnkeim) mit Liski (Liesken) verbindet. Außerdem endet eine vom Nachbarort Judyty (Juditten) in Domarady.
Eine Anbindung an den Bahnverkehr besteht seit 1945 nicht mehr. Von 1911 bis zum Ende des Zweiten Weltkrieges war Dompendehl resp. Domarady (in den Jahren 1945 bis 1946 Judyty Domarady genannte) Bahnstation an der Bahnstrecke Wehlau–Heilsberg. Heute sind alle Bahnanlagen abgerissen bzw. demontiert.